# Facharzt für Allgemeinmedizin
Facharzt für Allgemeinmedizin, auch Hausarzt/Hausärztin, ist in Deutschland die offizielle Bezeichnung für einen Facharzt, der sich auf die ärztliche Tätigkeit im Gebiet Allgemeinmedizin spezialisiert hat. 

## Gebiet Allgemeinmedizin
Das Gebiet Allgemeinmedizin beinhaltet die medizinische Akut-, Langzeit- und Notfallversorgung von Patienten jeden Alters mit körperlichen und seelischen
Gesundheitsstörungen sowie die Gesundheitsförderung, Prävention, Rehabilitation und die Versorgung in der Palliativsituation unter Berücksichtigung somatischer, psycho-sozialer, soziokultureller und ökologischer Aspekte. 
Das Gebiet hat zudem auch die besondere Funktion, als erste ärztliche Anlaufstelle bei allen Gesundheitsproblemen verfügbar zu sein sowie die sektorenübergreifende Versorgungskoordination und Integration mit anderen Arztgruppen und Fachberufen im Gesundheitswesen zu gewährleisten. 
Es umfasst die haus- und familienärztliche Funktion unter Berücksichtigung eines ganzheitlichen Fallverständnisses und der Multimorbidität im unausgelesenen Patientenkollektiv, insbesondere die Betreuung des Patienten im Kontext seiner Familie oder sozialen Gemeinschaft, auch im häuslichen Umfeld (Definition der deutschen Weiterbildungsordnung für Ärztinnen und Ärzte).

## Facharzt-Weiterbildung
Um in Deutschland als Facharzt für Allgemeinmedizin tätig werden zu können, muss nach dem Abschluss eines Medizinstudiums und erteilter Approbation als Arzt eine mindestens 60 Monate umfassende Weiterbildung im Gebiet Allgemeinmedizin mit Erfolg absolviert worden sein. Die Berechtigung zur Führung einer Facharzt-, Schwerpunkt- oder Zusatzbezeichnung wird nach einer mündlichen Prüfung von der zuständigen Landesärztekammer erteilt.
Die Weiterbildungszeit von 60 Monaten Allgemeinmedizin muss an zugelassenen Weiterbildungsstätten absolviert werden, davon 
- müssen 24 Monate in Allgemeinmedizin in der ambulanten hausärztlichen Versorgung abgeleistet werden
- müssen 12 Monate im Gebiet Innere Medizin in der stationären Akutversorgung abgeleistet werden
- müssen 6 Monate in mindestens einem anderen Gebiet der unmittelbaren Patientenversorgung abgeleistet werden
- können zum Kompetenzerwerb bis zu 18 Monate Weiterbildung in Gebieten der unmittelbaren Patientenversorgung erfolgen.
- Zusätzlich wird die erfolgreiche Teilnahme an einem Weiterbildungskurs von 80 Stunden in psychosomatischer Grundversorgung verlangt.[2]

Bei der Anmeldung zur Weiterbildungsprüfung müssen der zuständigen Ärztekammer sämtliche Nachweise über die erfüllten Mindestanforderungen vorgelegt werden. Dazu gehören auch die Logbuch-Dokumentationen über alle durch die MWBO vorgegebenen Inhalte der Weiterbildung. Zur Weiterbildungsprüfung muss man darlegen, dass man über die entsprechenden Kenntnisse, Erfahrungen und Fertigkeiten in Allgemeinmedizin verfügt.

### Inhalte der Weiterbildung
Zur Weiterbildungsprüfung muss dargelegt werden können, dass man Kenntnisse, Erfahrungen und Fertigkeiten unter anderem in folgenden Bereichen erlangt hat:
- Wesentliche Gesetze, Verordnungen und Richtlinien
- Anwendung der allgemeinmedizinischen Arbeitsmethodik des abwartenden Offenhaltens und der Vermeidung abwendbar gefährlicher Verläufe
- Hausbesuche
- Interdisziplinäre Koordination
- Bewertung der Leistungsfähigkeit und Belastbarkeit, der Arbeitsfähigkeit, der Berufs- und Erwerbsfähigkeit sowie der Pflegebedürftigkeit
- Indikationsstellung für eine humangenetische Beratung
- Erkennung von Suchtkrankheiten und Einleitung von weiterführenden Maßnahmen
- Durchführung der ärztlichen Leichenschau
- Notfallbehandlung
- Umgang mit den häufigsten Krankheiten und Beratungsanlässen im unausgelesenen Patientenkollektiv einschließlich Langzeitversorgung und der hausärztlichen Behandlung
- Erkennung und Behandlung psychosomatischer Krankheitsbilder
- Behandlung und Koordination der Beratungsanlässe des Kindes- und Jugendalters
- Behandlung von Patienten mit Erkrankungen und Behinderungen des höheren Lebensalters
- Betreuung palliativmedizinisch zu versorgender Patienten einschließlich Sterbebegleitung
- Maßnahmen der Prävention und Rehabilitation
- Relevante diagnostische und therapeutische Verfahren und Maßnahmen.

Die Inhalte der Musterweiterbildungsordnung sind allerdings nur eine Empfehlung für die rechtsverbindlichen Weiterbildungsordnungen der Landesärztekammern, die hiervon abweichende Regelungen treffen können.

## Zusatz-Weiterbildungen
Fachärztinnen und -ärzte für Allgemeinmedizin haben die Möglichkeit, sich durch Zusatz-Weiterbildung weiter zu qualifizieren. Hierzu gehören insbesondere die Zusatz-Weiterbildungen Allergologie, Diabetologie, Geriatrie, Proktologie, Schlafmedizin. Außerdem besteht die Möglichkeit der Qualifizierung in den Zusatz-Weiterbildungen, die Fachärzten der Gebiete der unmittelbaren Patientenversorgung vorbehalten sind.